# Forges de Syam
 (mai 2018).
Les Forges de Syam sont des installations de forges et laminoirs dont l'activité a été arrêtée en 2009, alors que les bâtiments ont été édifiés au XIXe siècle et qu'une partie de l'outillage d'époque était encore en service. Elles sont édifiées au confluent de l'Ain et de la Saine, sur la commune de Syam, au sud de Champagnole dans le département français du Jura.

## Histoire du lieu
- Un martinet est attesté en 1757 et 1788. Il aurait fonctionné depuis 1690. On y fabriquait essentiellement des faux, réputées dans toute la région, tant cette fabrication était délicate. Cet artisanat de qualité avait pu se développer grâce aux talents d'ouvriers venus du Tyrol. En 1763, les propriétaires, les Péry produisaient plus de 15 000 faux et plus de 60 000 bandages de roues.
- Après la Révolution, la production de faux de qualité étant devenue un enjeu d'importance, d'autres industriels des Vosges et d'Alsace se lancèrent dans la fabrication avec bonheur, contraignant Charles-Joseph Péry à se déclarer en faillite, le 24 juillet 1810.
- L'ensemble fut racheté la même année par Claude Jobez, de Morez. Celui-ci était déjà à la tête d'une belle fortune qu'il devait à la commercialisation dans toute la métropole des horloges comtoises et différentes participations dans le capital d'autres ateliers sidérurgiques.
- En 1810, Étienne Monnier qui avait épousé en 1800, Adélaïde, la fille de Claude Jobez, entra dans le capital de la société aux côtés de son beau-père et du fils de celui-ci, Emmanuel. Emmanuel conçut dès 1825, le projet de la villa palladienne pour remplacer le logement proche du vieux martinet. Il ne vit pas l'achèvement de la villa, étant décédé accidentellement en 1828.
- Entre 1811 et 1820, on construisit une nouvelle usine en aval du martinet primitif avec notamment, nouveauté pour l'époque en France, un four à réverbère. 400 tonnes sortirent dès 1820 et le tonnage doubla dès 1840.
- La concurrence des fontes au coke du Royaume-Uni, moins chères que la production au bois de Syam, entraîna la mauvaise santé de l'entreprise. Alphonse Jobez, le fils d'Emmanuel, créa une clouterie en 1864, qui donna un nouvel élan à l'entreprise qui périclitait. L'effectif passa de 40  à   70 ouvriers.
- Alphonse avait pris fait et cause pour les thèses fouriéristes ; il les appliqua à Syam en créant une cité ouvrière jouxtant l'usine, favorisant l'installation d'une école, d'un dispensaire ; un bureau de poste fut installé avec le télégraphe en 1885…
- Parallèlement, dans la ferme du domaine et dans d'autres lui appartenant, il introduisit du bétail exotique.
- Homme extrêmement cultivé, Alphonse installa au premier étage de la villa, une bibliothèque de 30 000 volumes.
- La petite-fille d'Alphonse qui avait épousé en 1910, le fils de Sadi Carnot séjourna souvent à Syam.
- La clouterie ferma en 1914.
- La grande spécialisation des produits sortant de Syam, sans grande concurrence permit à l'entreprise de surmonter les deux guerres mondiales.
- En 1945, le fabricant de limes UMAS d'Arc-et-Senans devint le principal actionnaire de Syam ; le groupe fit faillite en 1976.
- À partir de 1969, une partie de la main-d'œuvre vient du village d'El Hajjyenne, au Maroc.
- En 1976, les forges sont rachetées par Experton-Revollier, groupe de l'Isère. Un processus de modernisation absolument nécessaire devant l'absence de pont roulant, d'énergie électrique (les transmissions se font par courroies) alla de pair avec le maintien de l'outil laminoir, le dernier de ce type en France et un des derniers en Europe.
- À la fin du XXe siècle, ce vestige de l'industrie sidérurgique du XIXe siècle alimente le marché en produits très spéciaux, notamment dans la serrurerie, l'automobile, les ascenseurs…
- Au début de 2009, le groupe Experton-Revollier décide la fermeture du site jurassien et les perspectives de reprise par d'autres industriels ne se concrétisent pas.

## Documentaire
François Royet réalise en 1987 "Symphonie en Lamineur" un documentaire disponible en ligne dans la série "Connaissance du cinéma jurassien" sur la chaîne Vimeo de la Cinémathèque des Monts jura.

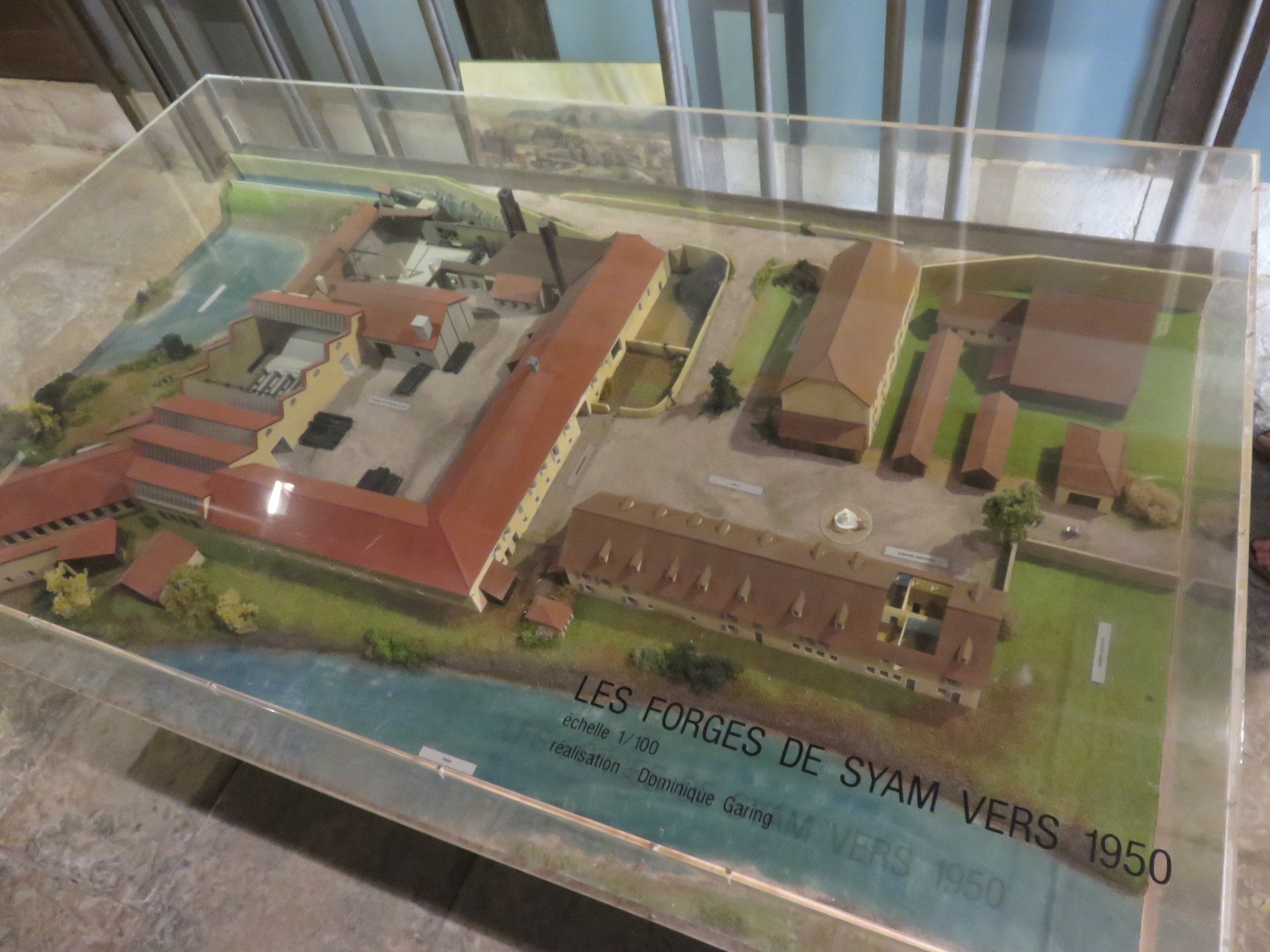
Maquette des forges.
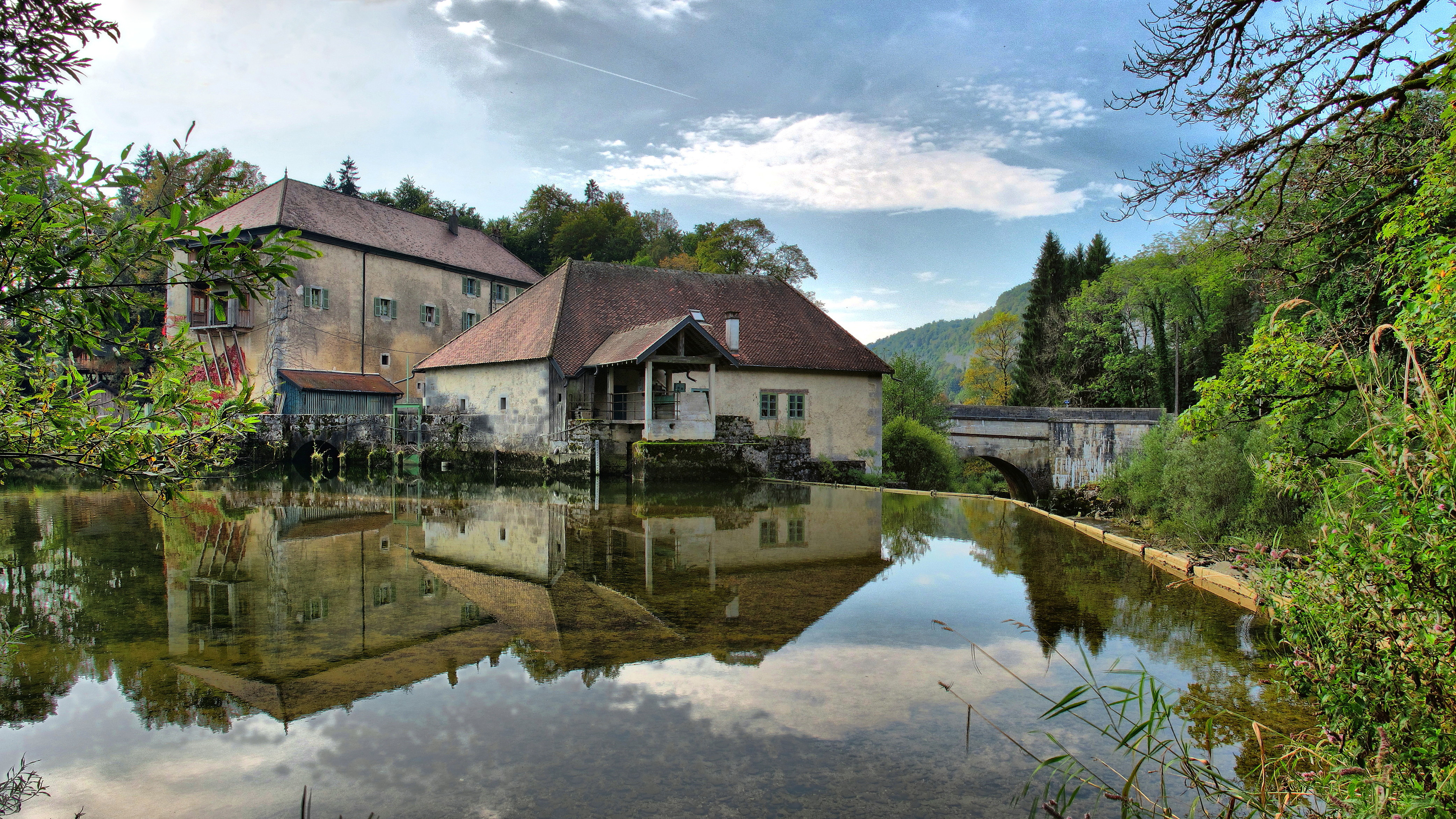
Moulin des Forges de Syam.
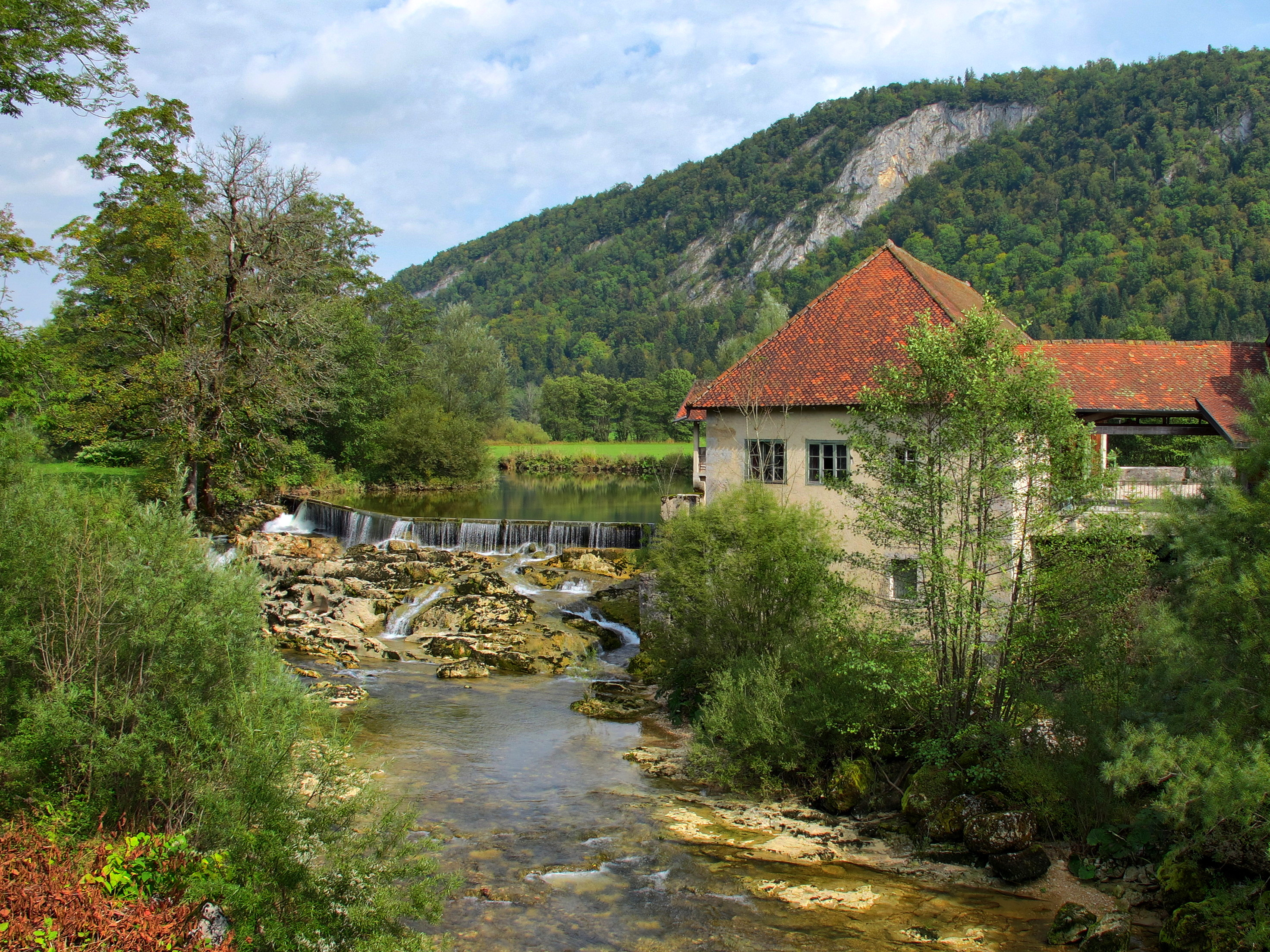
Moulin et son barrage.
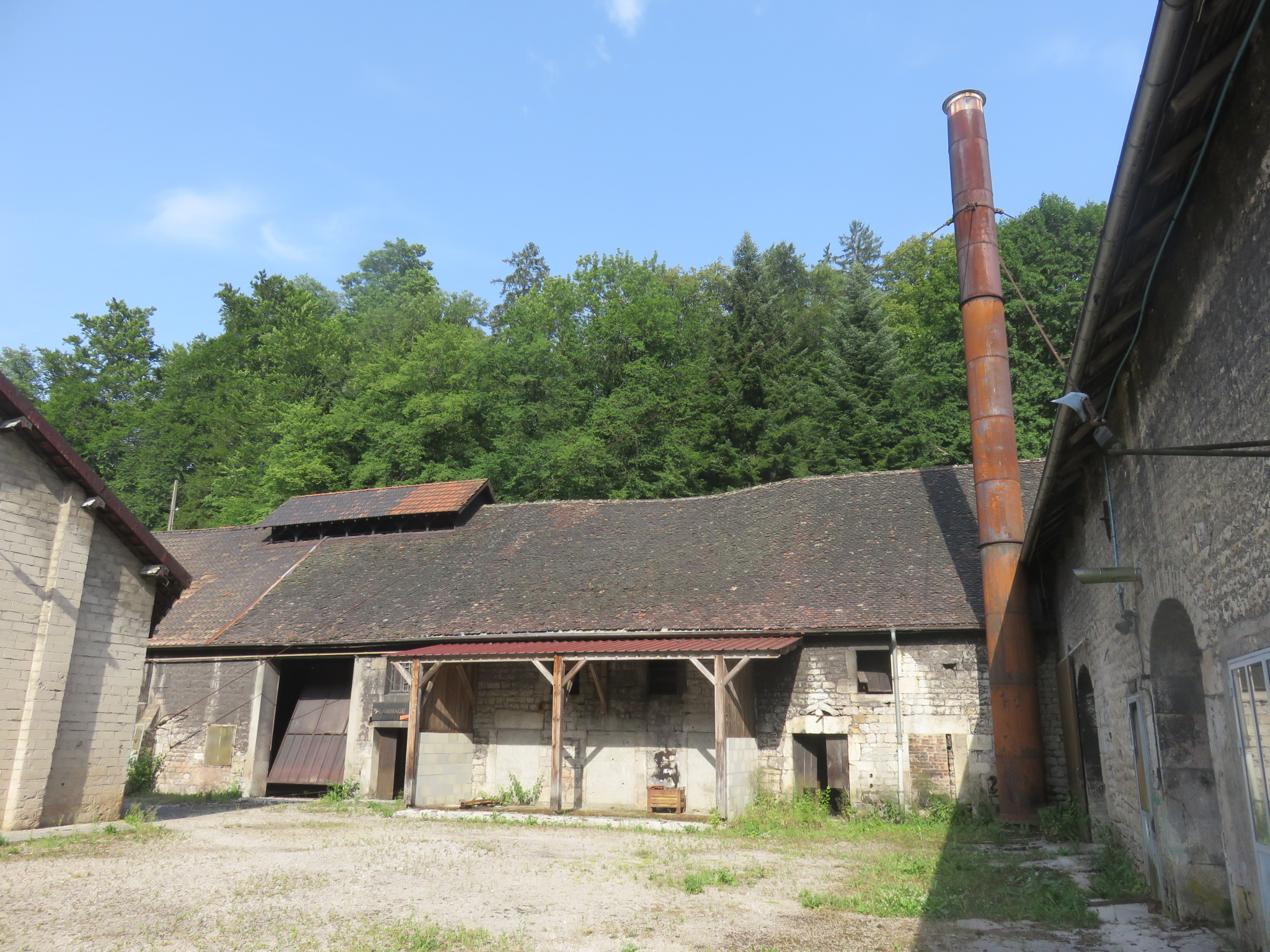
Bâtiment des forges.
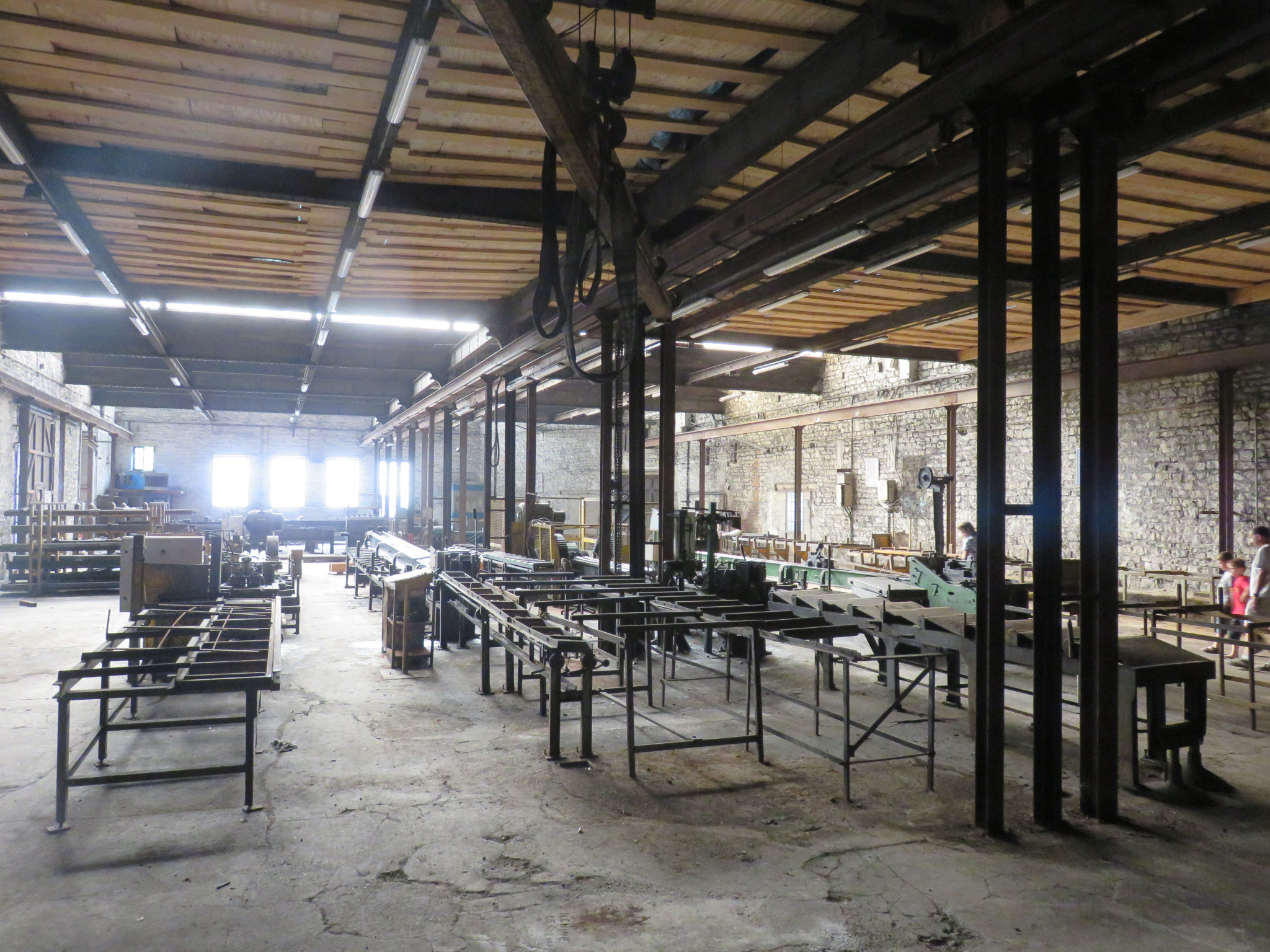
Atelier dans les forges.